# Stargate Universe
Stargate Universe is een Amerikaans-Canadese sciencefictionserie, die deel uitmaakt van de Stargate-franchise. De serie is de derde televisieserie in deze franchise, en startte op 2 oktober 2009 met de driedelige episode "Air". 
Stargate Universe is een productie van MGM, die ook verantwoordelijk was voor Stargate SG-1 en Stargate Atlantis. De meeste scènes werden opgenomen in Vancouver, Canada. Het tweede en laatste seizoen is begonnen in de herfst van 2010.
De serie liep in totaal veertig afleveringen, verspreid over twee seizoenen. SyFy maakte op 17 december 2010 bekend dat er geen derde seizoen zal komen voor de serie, dit betekent het einde van de serie.

## Verhaal
Bij deze serie draait het om het vinden van het antwoord op en de functie van het negende Chevron op de Stargate. Dit mysterie werd kort al aan het licht gebracht in het laatste seizoen van Stargate Atlantis, toen Dr. Rodney McKay een adres in de database van Atlantis vond, dat niet uit zeven of acht Chevrons bestond, zoals ze tot dan toe altijd zijn tegengekomen, maar uit negen Chevrons.
Bij aanvang, in de eerste episode "Air", blijkt dat het Amerikaanse leger in het geheim een basis gebouwd heeft op een andere planeet om dit mysterie te ontrafelen. Omdat het "draaien" van een achtdelig Chevrons adres al enorme energie vergt, en vrijwel alleen maar kan worden gedaan met behulp van een ZPM (Zero Point Module), zal het draaien van een negendelig Chevrons adres alleen nog maar meer energie vragen. Op de planeet aangegeven als P4X-351 is daarom de Icarus Base gebouwd. De planeet P4X-351 bestaat namelijk voor een groot deel uit Naquadria, een uiterst energierijke, maar zeer onstabiele grondstof die gebruikt kan worden om de Stargate eventueel het negendelige adres te draaien. Het project is in volle gang wanneer de Lucian Alliance, een Alliantie van huurmoordenaars, smokkelaars en dieven vanuit het hele heelal, de planeet onder vuur neemt. Terwijl boven de planeet het gevecht in volle gang is, ontdekt een jonge IT-wetenschapper genaamd Eli Wallace hoe het negendelige adres kan worden gedraaid. Projectleider Dr. Nicholas Rush besluit hierop dat adres te draaien in plaats van het adres om terug naar Aarde te gaan. Wetende dat ze geen andere keus hebben en de planeet door de onstabiele kern op ontploffen staat, vertrekt een tiental militairen en wetenschappers door de Gate en belanden op een tot dan toe onbekend ruimteschip van de Ancients, genaamd "Destiny".
Dit schip werd samen met enkele andere schepen honderdduizenden jaren eerder eropuit gestuurd om informatie vanuit het hele universum te verzamelen en de oorsprong van de oerknal te onderzoeken. De reden dat Destiny als enige een uniek, negendelige adres heeft, is, omdat Destiny als schip constant op weg is en nooit een vaste locatie heeft om als Stargate te draaien. Waar een zevendelig adres verbinding maakt met een Stargate in hetzelfde sterrenstelsel, wordt een achtste Chevron toegevoegd als het gaat om een Stargate, die zich bevindt in een ander sterrenstelsel. Het negendelig adres is echter een unieke code, omdat Destiny zich tussen verschillende sterrenstelsels begeeft. Aangekomen op het schip ontdekt de bemanning dat het schip zeer zwaar beschadigd is en zich bovendien in een geautomatiseerde stand bevindt, waardoor het bezoeken van andere planeten en het uitzetten van een nieuwe koers beperkt blijft. Ook ontdekken ze dat Destiny niet in staat is een verbinding te maken met Aarde, omdat het schip niet genoeg energie heeft en dus zitten ze vast, miljarden lichtjaren van hun eigen heelal. Van tijd tot tijd zorgt Destiny er wel zelf voor dat het zich in de buurt van planeten begeeft, zodat de crew de Stargate kan gebruiken om op die planeten essentiële materialen en voedingsmiddelen te vergaren. Door middel van de Communcation Stones, artefacten ontworpen door de Ancients, is de crew in staat een psychische link te leggen met iemand op Aarde en op zo'n manier toch informatie door te geven en hun familie en vrienden te bezoeken.
Terwijl de maanden voorbij kruipen en de crew steeds meer beseft dat ze niet meer naar huis zullen gaan en dat er onderling strijd ontstaat, ontdekken ze meer en meer over het schip en zijn doel en krijgen ze langzamerhand steeds meer controle over Destiny. Ze leren ook dat er verschillende rassen uit zijn op Destiny. Zo krijgen ze te maken met een ras blauwe aliens, de Nakai genoemd, die nog om onbekende redenen het schip voor zich zelf willen hebben en ook komt de bemanning in contact met zogenaamde drones; geautomatiseerde kleine schepen, die Destiny als een bedreiging zien en erop uit zijn het schip te vernietigen. Als laatste wordt de crew, enkele maanden nadat ze zijn aangekomen op Destiny, vergezeld door de Lucian Alliance, die erin is geslaagd een planeet als P4X-351 te vinden en ook het negendelig adres te draaien. Hierdoor zal de bemanning hun eigen problemen opzij moeten leggen en samenwerken om de controle over Destiny te behouden.

## Personages
| Personage       | Acteur                 | Aantal afleveringen per seizoen | Aantal afleveringen per seizoen |
| Personage       | Acteur                 | 1 (20 afl.)                     | 2 (20 afl.)                     |
| Hoofdpersonages | Hoofdpersonages        | Hoofdpersonages                 | Hoofdpersonages                 |
| --------------- | ---------------------- | ------------------------------- | ------------------------------- |
| Nicholas Rush   | Robert Carlyle         | 20                              | 20                              |
| Everett Young   | Louis Ferreira         | 20                              | 20                              |
| Matthew Scott   | Brian J. Smith         | 20                              | 20                              |
| Chloe Armstrong | Elyse Levesque         | 20                              | 20                              |
| Eli Wallace     | David Blue             | 20                              | 20                              |
| Tamara Johansen | Alaina Huffman         | 20                              | 20                              |
| Ronald Greer    | Jamil Walker Smith     | 20                              | 20                              |
| Camile Wray     | Ming-Na Wen            | 16                              | 15                              |
| Nevenpersonages |                        |                                 |                                 |
| Adam Brody      | Peter Kelamis          | 19                              | 20                              |
| Dale Volker     | Patrick Gilmore        | 19                              | 20                              |
| Lisa Park       | Jennifer Spence        | 17                              | 19                              |
| Vanessa James   | Julia Benson           | 18                              | 18                              |
| David Telford   | Lou Diamond Phillips   | 8                               | 12                              |
| Darren Becker   | Jeffrey Bowyer-Chapman | 12                              | 7                               |
| Hunter Riley    | Haig Sutherland        | 14                              | 2                               |
| Varro           | Mike Dopud             | 3                               | 12                              |
| Jeremy Franklin | Mark Burgess           | 10                              | 4                               |
| Barnes          | Leanne Adachi          | 1                               | 9                               |

- Dr. Nicholas Rush (Robert Carlyle): een machiavellistische wetenschapper die een expert is in het onderhouden van technologie ontworpen door de Ancients. Door zijn hoge intelligentie vindt Rush vaak dat hij meer recht op controle over Destiny, en is altijd in een onderlinge strijd verwikkeld met Young. Wright en Cooper wilden hem maken tot een personage dat anders was dan de hoofdpersonen uit voorgaande Stargate-series: iemand die noch de held, noch de schurk is, maar een zeer complex personage met meerdere zwakke eigenschappen.
- Colonel Everett Young (Louis Ferreira) - een veertigjarige ervaren SG-commandant. Hij neemt de leiding aan boord van de Destiny op zich, maar krijgt te kampen met mensen die zijn gezag niet accepteren. Hij heeft ook de nodige persoonlijke problemen, zoals zijn gespannen huwelijk naar aanleiding van een affaire die hij heeft gehad met TJ, en later in de serie het verlies van zijn dochter met TJ, Carmen.
- Lieutenant Matthew Scott (Brian J. Smith) - een jonge piloot en SGC soldaat. Hij neemt de zware verantwoordelijkheid op zich om de teams op Destiny te leiden na hun aankomst, en heeft een rotsvast vertrouwen in Young. Op het schip ontwikkelt hij een relatie met Chloe Armstrong.
- Chloe Armstrong (Elyse Levesque) - de 23-jarige dochter van een senator, die bij toeval aanwezig was op Icarus toen de aanval begon, en samen met haar vader naar Destiny ging. Ze heeft te lijden onder de latere dood van haar vader, en heeft moeite met het militaire gezag op het schip. Dit leidt vaak tot spanning tussen haar en Scott, en eveneens als Eli, haar beste vriend.
- Eli Wallace (David Blue) - een jong wiskundig genie die zijn jeugd grotendeels doorbracht met het spelen van videospellen. Hij raakte bij het Stargate-programma betrokken nadat hij een wiskundig raadsel van de Ancients wist te kraken. Hij speelt een cruciale rol bij het ontsluiten van de negende chevron, en later bij het gebruik van Destiny's systemen. Hoewel hij geen verstand heeft van Ancient technologie, blijkt hij snel te leren, en al gauw een rivaal voor Rush' intelligentie. Ondanks het feit dat hij ene wetenschapper en burger is, staat hij aan de kant van de militairen, die op hun beurt ook ontzag hebben voor hem.
- Lieutenant Tamara "TJ" Johansen (Alaina Huffman) – een jonge militaire vrouw en de enige aan boord van de Destiny met medische ervaring. Kort voordat ze op Destiny aankwamen, had TJ een affaire met Young, waar ze nu de gevolgen van moeten ondervinden als ze samen op het schip komen te zitten. Niet veel later ontdekt ze ook dat ze zwanger is, maar ze verliest hun kindje aan het eind van haar zwangerschap. Vrijwel de hele crew heeft enorm veel respect voor haar. Qua rang is ze de derde bevelhebber aan boord van het schip.
- Sergeant Ronald Greer (Jamil Walker Smith) - een Afro-Amerikaanse man die uit een probleemgezin komt. Door traumatische gebeurtenissen uit zijn jeugd heeft hij last van claustrofobie, en hij heeft een kort lontje. Ten tijde van de aanval op Icarus zat hij in detentie wegens een onbekend ongeval, maar op Destiny blijkt hij van grote waarde te zijn, en is altijd bereid de moeilijkste opdrachten te doen. Hij is goed bevriend met Scott, en zijn loyaliteit ligt bij Young. Hij heeft niet veel met de burgers op het schip, maar ontwikkelt wel veel respect voor Eli, die hij als vriend begint te zien.
- Camile Wray (Ming-Na) - de hoogste IOA-officier aan boord van de Destiny, en vrij ongeliefd bij de rest van de crew, met name het militaire gedeelte. Ze heeft regelmatig geprobeerd om met Rush het schip over te nemen, maar faalde keer op keer. Uiteindelijk weten zij en Young tot een compromis te komen, en al hoewel ze geen vrienden zullen worden, ontwikkelen ze toch een zeker respect voor elkaar. Camille is tevens het eerste openlijk lesbische personage in een Stargate-serie.
- Colonel David Telford (Lou Diamond Phillips) - een Colonel die op Aarde regelmatig contact heeft met de crew via de Communication Stones. Op eerste gezicht is hij een koele gezagvoerder die zijn eigen plannetjes eropna houdt, maar al snel blijkt dat hij is gehersenspoeld door de Lucian Alliance, en wanneer zij een manier vinden om Destiny te bereiken, wordt hij door hen meegenomen en belandt ook op het schip. Hij wordt genezen van zijn hersenspoeling, en is uiteindelijk ook de enige die terug weet te keren naar Aarde, nadat Destiny kortstondig een verbinding weet te maken met hun Stargate.

### Crossovers
- Stargate SG-1: Jack O'Neill (Richard Dean Anderson, 6 afleveringen), Daniel Jackson (Michael Shanks, 4 afleveringen), Samantha Carter (Amanda Tapping, 2 afleveringen), Walter Harriman (Gary Jones, 2 afleveringen) & Bill Lee (Bill Dow, 2 afleveringen)
- Stargate Atlantis: Rodney McKay (David Hewlett, 1 aflevering) & Richard Woolsey (Robert Picardo, 1 aflevering)

## Achtergrond
Stargate Universe was bedoeld om zowel fans van de oude series als een nieuw publiek aan te spreken. De serie is gemaakt om aan te sluiten op het reeds gevormde beeld van het Stargate-universum, maar om er niet te veel op te leunen. De bekende thema's van avontuur en ontdekkingsreizen zijn nog steeds aanwezig, maar centraal staat het leven van de mensen aan boord van het schip. De serie kent ook niet een centrale antagonist zoals in de vorige twee series, maar meerdere losse tegenstanders.
Audities voor de rollen werden gehouden in Los Angeles. In december 2008 werd bekend dat Robert Carlyle in de serie zou gaan spelen. De cast van de serie bestaat uit Amerikanen, Canadezen en Britten.

## Prijzen
De aflevering "Time" won een Writers Guild of Canada award voor beste tv-serie van één uur. De serie werd ook voor twee Emmy Awards genomineerd.